# 天津市中心妇产科医院
天津市中心妇产科医院，位于天津市南开区南开三马路156号。1948年，花柳病防治所并入该院。1949年1月，天津市市人民政府接管，院址和平区热河路。1949年，改为天津市立妇产科医院，1952年，迁至营口道天主教医院院址，天津市立人民医院妇产科并入该院。
目前，天津市中心妇产科医院是一家三级甲等医院，隶属于天津市卫生健康委员会。